# スピーディーハンター
スピーディーハンター（Speedy hunter）は、株式会社ソニー・ミュージックアーティスツ所属のお笑いコンビ。2021年6月10日結成。東京演芸協会会員。コンビ揃ってプロの格闘家という武術家芸人。

## メンバー
- タイガー DATE（タイガー デイト、1996年12月16日（28歳） - ）
  - 東京都出身。A型。身長163cm / 体重60kg。
  - B91 / W85 / H90 / S26
  - インド王族武術家（日本宗家）七段（赤帯）、総合格闘技プロライセンスなどの資格を持つ。
  - TRIBELATEバンタム級チャンピオン、元パンクラスフライ級5位、パンクラスN.B.T2021優勝
  - 特技はナウリ、鼻から水を飲む、30分瞬きせず目を開けること。
  - ニックネームはタイガー。

- 聖王DATE（ジョウオウ デイト、1994年5月6日（31歳） - ）
  - 埼玉県出身。血液型不明。身長175cm、体重63kg。
  - 埼玉大学教育学部附属小学校、埼玉大学教育学部附属中学校卒業[2]。
  - B91 / W74 / H85 / S27
  - インド王族武術家（日本宗家）六段（黒帯）、総合格闘技プロライセンスなどの資格を持つ。
  - TRIBELATEスーパーバンタム級チャンピオン
  - 特技はスーパーレコグナイザー、水早飲み(500ml 4秒)、倒立歩行10m走
  - ニックネームはジョー。

## 略歴
- 小学生時代にインド王族武術（日本宗家）道場で出会う。
- 互いに2017年に現在の事務所に所属、2021年6月10日にコンビ結成。
- 2022年 浅草LIVE（東京演芸協会）優勝。
- 2023年の『M-1グランプリ』に出場し、3回戦まで進出を果たす。

## 芸風
- 2人とも現役のプロ総合格闘家のため、ネタも身体能力を活かした内容になっている。自称、日本一激しいネタをするというだけあってインパクトがある。[3]

## 出演

### テレビ
- バナナサンド（2021年10月、TBS）
- 12秒グランプリ（2022年1月、Abema）
- 独眼竜カミナリ（2022年5月、東日本放送）
- 内村のツボる動画（2022年7,8月、テレビ東京）
- THECONTEへの道（2022年8月、フジテレビ）
- ラヴィット！（2022年11月、2024年5月、TBS）
- 千鳥のクセがスゴいネタGP【TVer特別企画】（2023年1月、フジテレビ）
- ぽかぽか（2023年1月、フジテレビ）
- ニューヨークと蛙亭のキット、くる!!（2022年5,9月,2023年3月、テレビ神奈川）
- 水曜日のダウンタウン (2023年4月、TBS）- 「30−1グランプリ」
- 世界まる見え!テレビ特捜部（2023年4月、日本テレビ） - コーナーにてスーパー服脱がし芸 披露
- ぴったりにちようチャップリン（2023年6月、テレビ東京）
- ザ・ベストワン  (2024年1月、TBS)
- 金のツカミ  (2024年4月、日本テレビ)
- なにわ男子の逆転男子  (2024年7月、テレビ朝日)
- 出川一茂ホラン☆フシギの会  (2024年10月、テレビ朝日)
- しくじり先生  (2024年11月、Abema)
- 細すぎて伝わらないモノマネ  (2024年12月、フジテレビ)
- ぐるナイ年越しおもしろ荘！今年も誰か売れて頂戴スペシャル  (2024年12月31日、日本テレビ)
- 欽ちゃん&香取慎吾の全日本仮装大賞 100回目  (2025年1月13日、日本テレビ)

### ラジオ
- AMEMIYAのとにかく歌います（2022年4月）
- 森久保祥太郎の今週わず（2022年8,12月、bayFM）

### 雑誌・書籍
- EYESCREAM（2023年6月、トゥーヴァージンズ）

### 映画
- 嘘食い（2022年2月、ワーナー・ブラザース）

## 受賞歴
2012年 
お笑いJr.インターハイ2012 全日本お笑い協会賞＆敢闘賞（聡-S）
高須クリニックYES！動画コンテスト2 審査員特別賞（聖王）
資生堂unoFOGBAR4AUDITION オモシロイ賞（聡-S）
お笑い甲子園2012 全日本お笑い協会賞（聖王）
お笑いインターハイ2012 優勝（聖王） 

2022年 
浅草LIVE（東京演芸協会）優勝